# ديفيد ويست
ديفيد ويست (بالإنجليزية: David West)‏ (11 يناير 1967 - ) هو لاعب كرة قدم أمريكي في مركز حراسة المرمى. لعب مع Houston Hotshots ‏ وMemphis Storm ‏ وتامبا باي تيرور ‏ وDallas Sidekicks (1984–2004) ‏.